# Erebia yamashinae
Erebia yamashinae är en fjärilsart som beskrevs av Matsumura 1939. Erebia yamashinae ingår i släktet Erebia och familjen praktfjärilar. Inga underarter finns listade i Catalogue of Life.